# Heesheid
Heesheid is een symptoom van verstoorde stemgeving en wordt met name gekenmerkt door toegenomen ruis in het stemgeluid.

## Inleiding
Bij de stemgeving trillen de stembanden. De snelheid waarmee de stembanden trillen bepaalt de toonhoogte van de stem. Het hese stemgeluid wordt veroorzaakt doordat de stembanden niet goed naar elkaar toe worden gebracht tijdens het stemgeven. Hierdoor is de duur dat de stembanden openstaan ten opzichte van de duur dat de stembanden volledig gesloten zijn verstoord en verliest de persoon met klachten van heesheid te veel lucht tijdens het stemgeven. Bij heesheid is sprake van een gelijkmatig veranderde stem. Dit in tegenstelling tot schorheid, waarbij het stemgeluid onregelmatig veranderd is, met meestal een ruwer geluid tot gevolg. De oorzaken van heesheid hebben altijd te maken met de manier van sluiten van de stembanden. De sluiting kan door een gegeneraliseerde afwijking verstoord zijn of door een lokale afwijking.

## Gegeneraliseerde oorzaken
Hierin zijn onder andere de volgende oorzaken te onderscheiden:
- COPD, door chronische irritatie van de slijmvliezen van de luchtwegen raakt ook het slijmvlies van de stembanden geïrriteerd en wordt de trillingsmogelijkheid beïnvloed.
- Laryngitis, diffuse ontsteking van de stembanden, meestal door een virale of bacteriële infectie.
- Laryngeale papillomatose, infectie van het stembandslijmvlies met HPV (humaan papillomavirus).
- Reflux, door zuur wat vanuit de maag terugvloeit naar de keel raakt het slijmvlies van de stembanden verdikt en trillen de stembanden minder goed.
- Algehele malaise, waarbij het lichaam verzwakt is en de sluiting van de stembanden door een verminderde spierfunctie niet kan worden gerealiseerd.
- Gewichtsverlies, waarbij vet rondom de stembanden verdwijnt. Dit leidt tot dunnere stembanden en daardoor een slechtere sluiting van de stembanden.
- Veroudering, waarbij de elasticiteit van de weefsel verdwijnt. Dit leidt tot slappere stembanden, ook weer met een slechtere sluiting tot gevolg.
- Hormonaal, waarbij verandering van de hormoonhuishouding kunnen leiden tot het vasthouden of juist verliezen van vocht. Stembanden worden dan dunner of dikker dan normaal.
- Neurologische aandoeningen die resulteren in een slechtere aansturing van de stembanden. Voorbeelden zijn Parkinson, spasmodische dysfonie en Myasthenia gravis.

## Lokale oorzaken
Hierin zijn de volgende oorzaken te onderscheiden:
- Stembandknobbeltjes, door verkeerd gebruik van de stembanden komt er een soort van eelt op de stembanden.
- Stembandpoliep, een verdikking op de stemband voorkomt dat de stembanden goed tegen elkaar kunnen komen.
- Cyste, een ronde verdikking, gevuld met vocht, onder het slijmvlies van de stemband.
- Laryngocele, een uitpuilende holte gevuld met vocht of pus die vanuit de valse stembanden ontstaat en op de stembanden drukt.
- Stembandverlamming, door slechte beweeglijkheid van de stemband is de sluiting van de stemband verstoord.
- Posterieur sluitingsdefect, een in aanleg aanwezig slechte sluiting aan de achterzijde van de stembanden leidt tot een hees geluid, met een groter risico op stembandknobbeltjes. Treedt met name bij vrouwen op.
- Reinkes oedeem, komt bij mannen en vrouwen voor, maar geeft vooral bij vrouwen klachten omdat de stem veel lager wordt dan normaal en aan de telefoon gedacht wordt dat een man de telefoon opneemt. Wordt veroorzaakt door roken.

## Behandeling
In de meeste gevallen verdwijnen klachten van heesheid spontaan, met name in geval van een virale of bacteriële oorzaak. Als heesheid zonder enige verklaring langer dan 4 weken blijft bestaan is onderzoek door een arts geïndiceerd. Hierna zijn de belangrijkste pijlers van de behandeling logopedie en/of chirurgie door de kno-arts.